# Agrarlandschaft

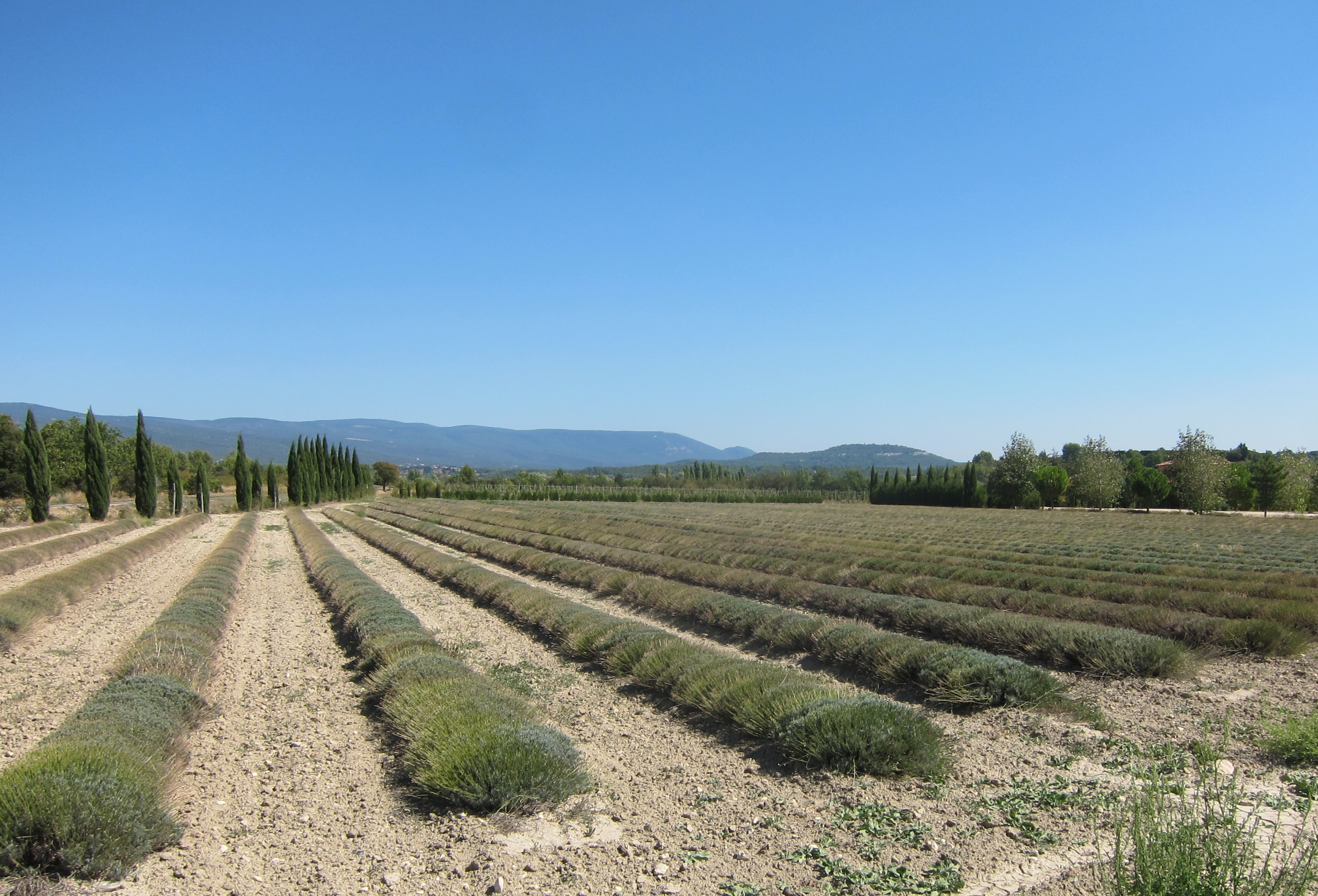
Agrarlandschaft durch industriellen Lavendelanbau in der Provence

Als Agrarlandschaft bezeichnet man in der Geographie einen durch die Landwirtschaft geprägten und (im engeren Sinne) gezielt veränderten Landschaftstyp. Sie zeichnet sich zwar durch eine gewisse Einheitlichkeit aus – etwa durch Monokulturen, umgangssprachlich auch Agrarsteppe genannt –, hat aber je nach agrarer Nutzung, Grundstücksteilung und Bebauung (Wohn- und Wirtschaftsgebäude) viele Erscheinungsformen. Um die Flächen effektiv bewirtschaften zu können und möglichst hohe Erträge zu erzielen, wird die Landschaft (etwa durch Ent- oder Bewässerung, Rodung, Geländenivellierung, Terrassierung u. ä.) den jeweiligen Erfordernissen angepasst.
Die natürliche Vegetation wird weitgehend oder fast ausschließlich durch kultivierte Nutzpflanzen (Feldfrüchte und Weidegräser) ersetzt. Eine ökologische Betrachtung der Agrarlandschaft als anthropogen geschaffenes Agrarökosystem ist möglich.
Der Begriff ist (im weiteren Sinne) bisweilen synonym mit dem deutlich häufiger verwendeten Begriff Kulturlandschaft. Streng genommen ist eine Kulturlandschaft jedoch eher der historisch „gewachsene“ Typ der Agrarlandschaft einschließlich der bäuerlichen Kulturen, die ihn geschaffen haben – im Gegensatz zu dem ausschließlich für die moderne Industrielle Landwirtschaft gestalteten Raum.
Eine allgemein verbindliche Definition gibt es nicht. In einigen Publikationen steht die Agrarlandschaft als Oberbegriff über den Wirtschaftslandschaften und den Kulturlandschaften. Andere Publikationen sehen die Agrarlandschaft (gleichrangig mit z. B. Wirtschaftswäldern oder Industrielandschaften) als Unterkategorie der Wirtschaftslandschaften und diese wiederum als Untergliederung der Kulturlandschaften.

## Bildbeispiele

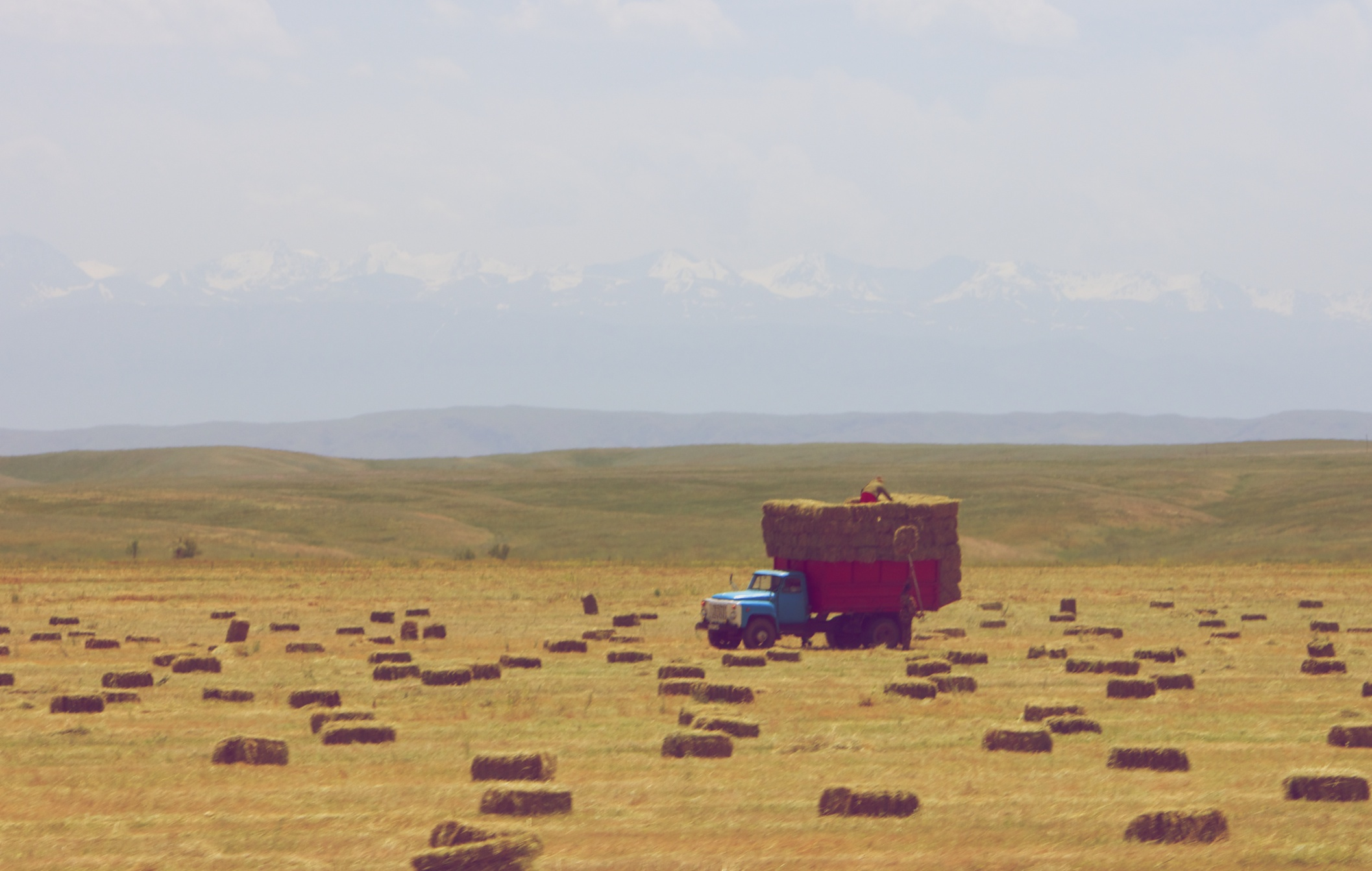
„Agrarsteppe“ in Kasachstans Steppenregion
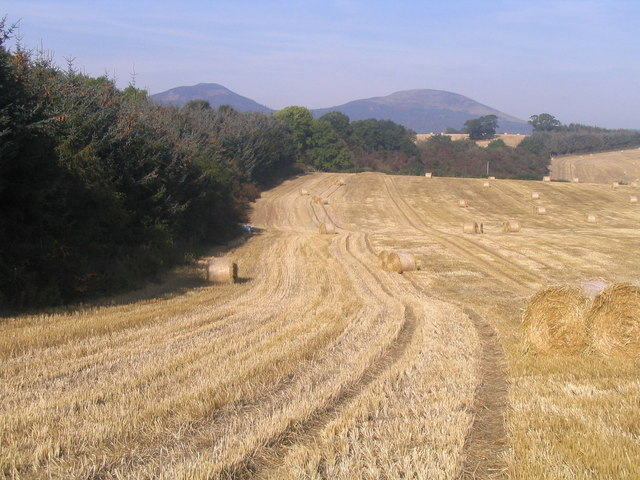
Agrarlandschaft in Schottland, einem potenziellen Waldland
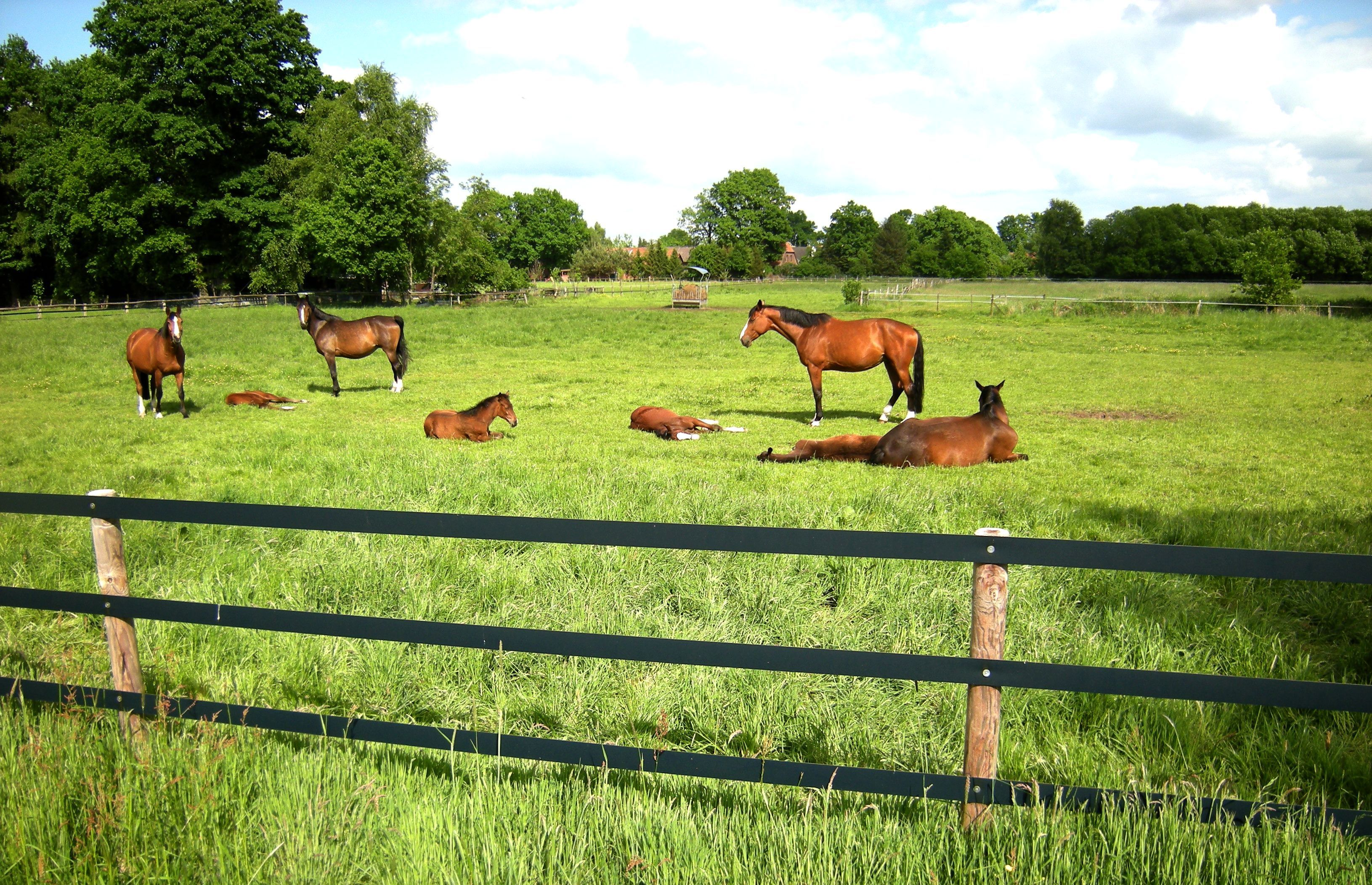
Intensiv (mit Düngung, gezielte Grasartenwahl, hohem Viehbesatz etc.) genutzte Weidelandschaft
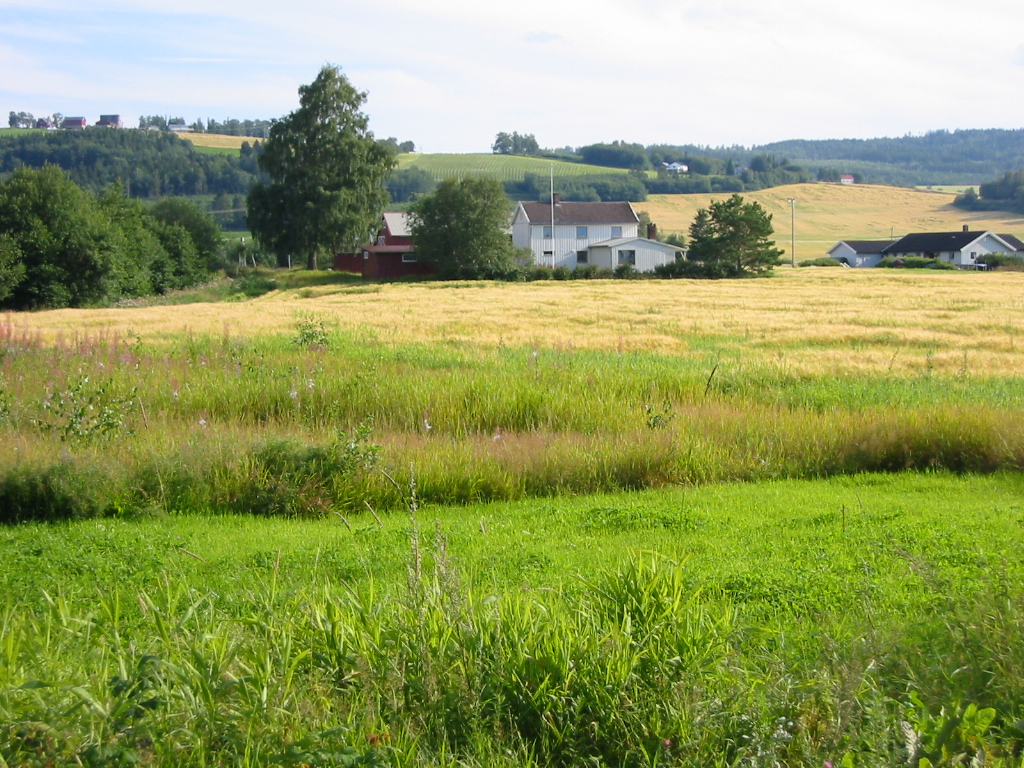
Süd-Norwegen: eher „gewachsene“ Kulturlandschaft denn „geschaffene“ Agrarlandschaft
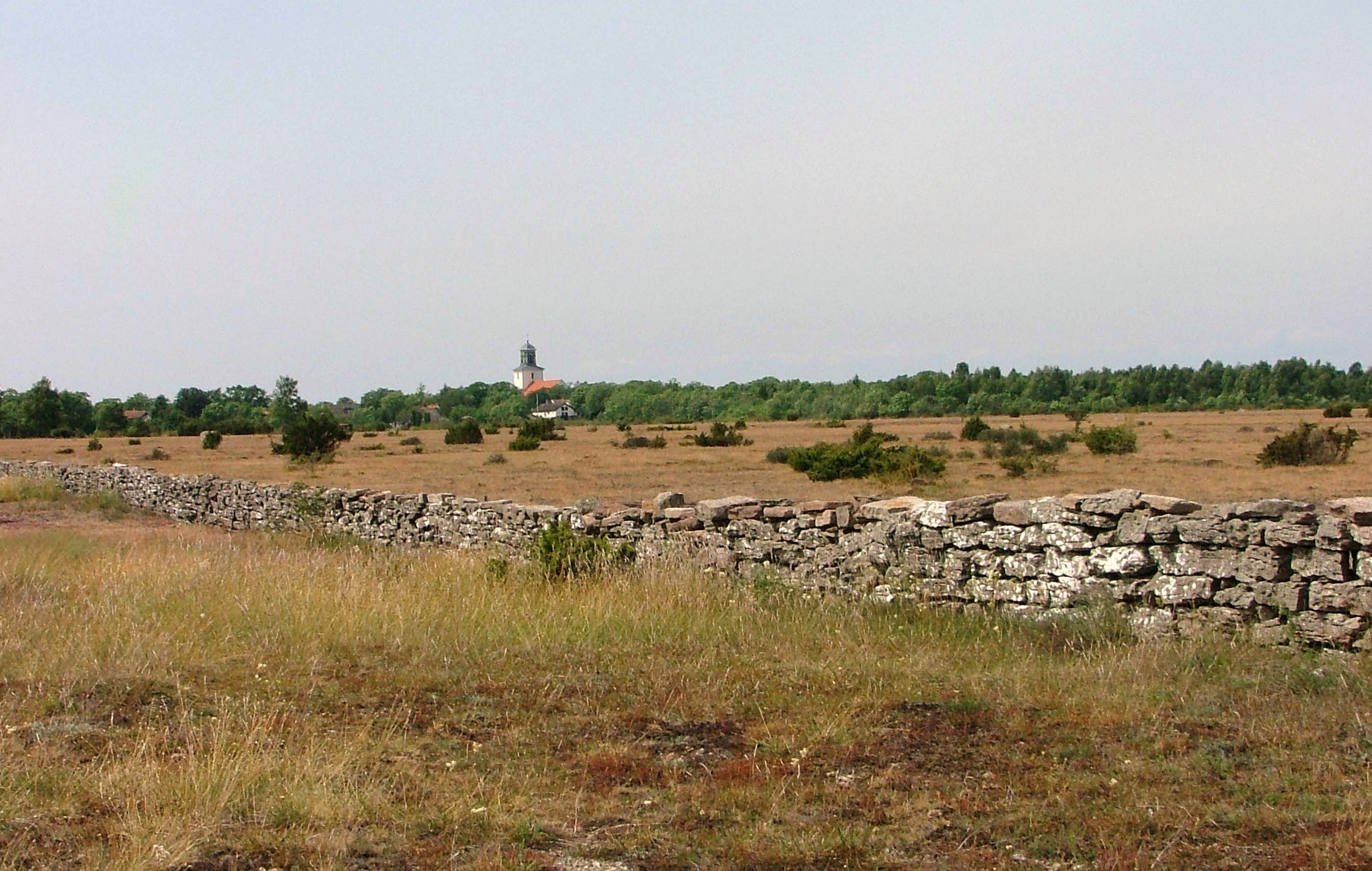
Historische Agrar-Kulturlandschaft Stora Alvaret, schwedisches Weltkulturerbe in Süd-Öland